# Aythya
Fuligule
Genre
Le genre Aythya comprend douze espèces. Leur nom normalisé est fuligule. Ce sont des canards plongeurs.

## Liste des espèces
Selon la classification de référence du Congrès ornithologique international (version 15.1, 2025) :
- Aythya valisineria (Wilson, A, 1814) – Fuligule à dos blanc ;
- Aythya americana (Eyton, 1838) – Fuligule à tête rouge ;
- Aythya ferina (Linnaeus, 1758) – Fuligule milouin ;
- Aythya australis (Eyton, 1838) – Fuligule austral ;
- Aythya innotata (Salvadori, 1894) – Fuligule de Madagascar ;
- Aythya baeri (Radde, 1863) – Fuligule de Baer ;
- Aythya nyroca (Güldenstädt, 1770) – Fuligule nyroca ;
- Aythya novaeseelandiae (Gmelin, JF, 1789) – Fuligule de Nouvelle-Zélande ;
- Aythya collaris (Donovan, 1809) – Fuligule à collier ;
- Aythya fuligula (Linnaeus, 1758) – Fuligule morillon ;
- Aythya marila (Linnaeus, 1761) – Fuligule milouinan ;
- Aythya affinis (Eyton, 1838) – Petit Fuligule.